# Rezerwat przyrody Cisy w Malinówce
Cisy w Malinówce – rezerwat przyrody położony na gruntach miejscowości Malinówka w gminie Haczów, w powiecie brzozowskim, w województwie podkarpackim. Leży w otulinie Czarnorzecko-Strzyżowskiego Parku Krajobrazowego. Rezerwat znajduje się w zasięgu terytorialnym Nadleśnictwa Kołaczyce, ale na gruntach prywatnych, niezarządzanych przez Nadleśnictwo.
numer według rejestru wojewódzkiego – 12
powierzchnia – 4,44 ha (akt powołujący podawał 4,02 ha)
dokument powołujący – M.P. z 1957 r. nr 26, poz. 180
rodzaj rezerwatu – florystyczny
przedmiot ochrony – naturalne stanowisko cisa pospolitego Taxus baccata
Rezerwat został utworzony w 1957 roku na terenie Pogórza Dynowskiego, w masywie oddzielającym dolinę rzeki Wisłok od rzeki Stobnicy. Znajduje się tutaj jedno z największych skupisk cisa pospolitego w Polsce – w 1997 roku zinwentaryzowano 952 okazy tego gatunku drzewa. Cisy rosną w drzewostanie sosnowym ze znacznym udziałem jodły, buka, grabu i dębu.